# Brandon Watts
Brandon Watts (Augusta, 21 gennaio 1991) è un ex giocatore di football americano statunitense che ha giocato nel ruolo di linebacker. Fu scelto nel corso del settimo giro (223º assoluto) del Draft NFL 2014. Al college ha giocato a football presso l'Georgia Institute of Technology.

## Carriera

### Minnesota Vikings
Watts fu scelto nel corso del settimo giro del Draft 2014 dai Minnesota Vikings.